# Дгон Чолеча

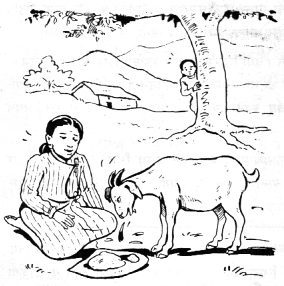
Пунтхаку Майнча та Дгон Чолеча

Дгон Чолеча (неп. धोन चोलेचा) — непальська народна казка про маленьку дівчинку та стару козу-няньку. Це найвідоміша дитяча історія в неварському суспільстві долини Катманду. У ній розповідається про маленьку дівчинку на ім'я Пунтхаху Майнча (पुन्थखु मैंचा) і погане поводження, якого вона зазнає з боку своєї жорстокої мачухи. Дгон Чолеча означає «стара коза-нянька» мовою непальської бгаси.

## Історія

### Пунтхакху Майнча
Була маленька дівчинка на ім'я Пунтхакху Майнча, мати якої померла, коли вона була дуже маленькою. Її батько одружився вдруге і народилася дочка. Після цього життя Пунтхакху Майнчі стало важким. Її мачуха була жорстокою жінкою, вона змушувала її виконувати всю хатню роботу й давала їй дуже мало їсти. Пунтхакху Майнча також була змушена взяти свою стару козу-няньку Дгон Чолечу на випас.

### Дгон Чолеча
Попри важку роботу і погану їжу, Пунтхакху Майнча завжди мала вигляд здорової і добре нагодованої. Тож мачуха наказала своїй дочці шпигувати за старшою сестрою, коли та брала Дгон Чолечу на випас. Коза-нянька знала, яке важке життя в Пунтхакху Майнчі, і тому дуже любила її. Коли двоє досягали місця випасу, коза виривала смачну їжу для Пунтхакху Майнчі, тому вона виглядала так добре.
Зведена сестра розповіла матері про те, що бачила. Ревнива жінка склала план вбити Дону Чолечу, щоб Пунтхакху Майнча більше не отримувала їжі. Пунтхакху Майнча була засмучена, коли дізналася, що її кохану Дону Чолечу збираються вбити на сімейному бенкеті. Стара коза-нянька намагалася її втішити і звеліла закопати кістки в їхньому саду. На місці виростало фігове дерево, і вона могла насолоджуватися плодами.

### Демони
Пунтхакху Майнча не пішла на свято, вдаючи хвору. Пізніше вона зібрала кістки і закопала їх у саду. Там росло фігове дерево, як сказав Дон Чолеча. Одного разу, коли вона сиділа на гілці й їла плоди дерева, підійшли двоє лакхей (демонів), переодягнені під стару пару, і попросили її кинути їм трохи плодів. Вона так і зробила, але демони сказали, що вони приземлилися на землю, і попросили її вибрати ще трохи і спуститися самій.
Коли Пунтхакху Майнча злізла з дерева, вони віднесли її додому. Там демони сказали Пунтхакху Майнчі приготувати коржі на вечерю, поки вони підуть митися.

### Миша
Коли вона пекла коржі, вискочила з нірки мишка й каже: «Хочеш щось почути, дай мені корж». Тож Пунтхакху Майнча дав мишці корж. Вона з'явилася знову і сказала те саме. І вона дала ще один. Прийшла мишка втретє, і дала ще один.
Тоді мишка сказала: «Ці люди справді лакхі, і вони готуються вас з'їсти. Збирайте якомога більше золота, срібла, дорогоцінного каміння та інших скарбів і тікайте. Перш ніж йти, плюньте на кожну сходинку, а також залиште шматок деревного вугілля на кожній».
Демони повернулися, постукали в двері й покликали, але щоразу куля слюнки й шматок деревного вугілля відповідали «Так» і «Добре». Нарешті демони увірвалися всередину і виявили, що вона зникла. Пунтхакху Майнча прийшла додому зі скарбами та розповіла своїй враженій родині про все, що сталося. Жадібна мачуха вирішила відправити і свою доньку, щоб отримати більше багатств.

### Нетерпляча дочка
Тож дочка сіла на дерево, і демони прийшли, як і очікувалося. Відвели її додому і сказали приготувати коржів, а вони підуть мити. Коли миша неодноразово приходила з проханням пластівця, вона роздратувалася і торкнулася її розпеченою лопатою, відштовхнувши її назад у свою нору. Оскільки миша нічого їй не сказала, вона навіть не підозрювала, що трапиться. Демони повернулися, троє з'їли коржів і лягли спати, а дівчина спала посередині.
Коли вона міцно спала, чоловік-демон відрізав своїм ножем шматок її тіла. Коли вона плакала від болю, жінка-демон сказала: «Дідусь тебе вщипнув?» і пестив її. Трохи пізніше вона теж відрізала шматок своєї плоті. Тоді демон-чоловік сказав: «Бабуся тебе вщипнула? Ходи, лягай біля мене». Так тривало до тих пір, поки не залишилися тільки її кістки.
Наступного дня мачуха розчісувала волосся, чекаючи, коли повернеться донька з золотом і сріблом. Ворона сіла на дах і все повторювала: «Мати красується, а донька — скелет». Не дивуючись, що хоче сказати ворона, вона піднялася на дах і подивилася вдалину. Вона побачила, як кістки її дочки сушилися в будинку демона. Потім била себе в груди і плакала.

## Публікації
Історія Дгон Чолечі була представлена в антології народних казок у Непалі Бгаса, опублікована в 1966 році. Також були опубліковані переклади англійською, французькою та японською мовами.